# Loďka

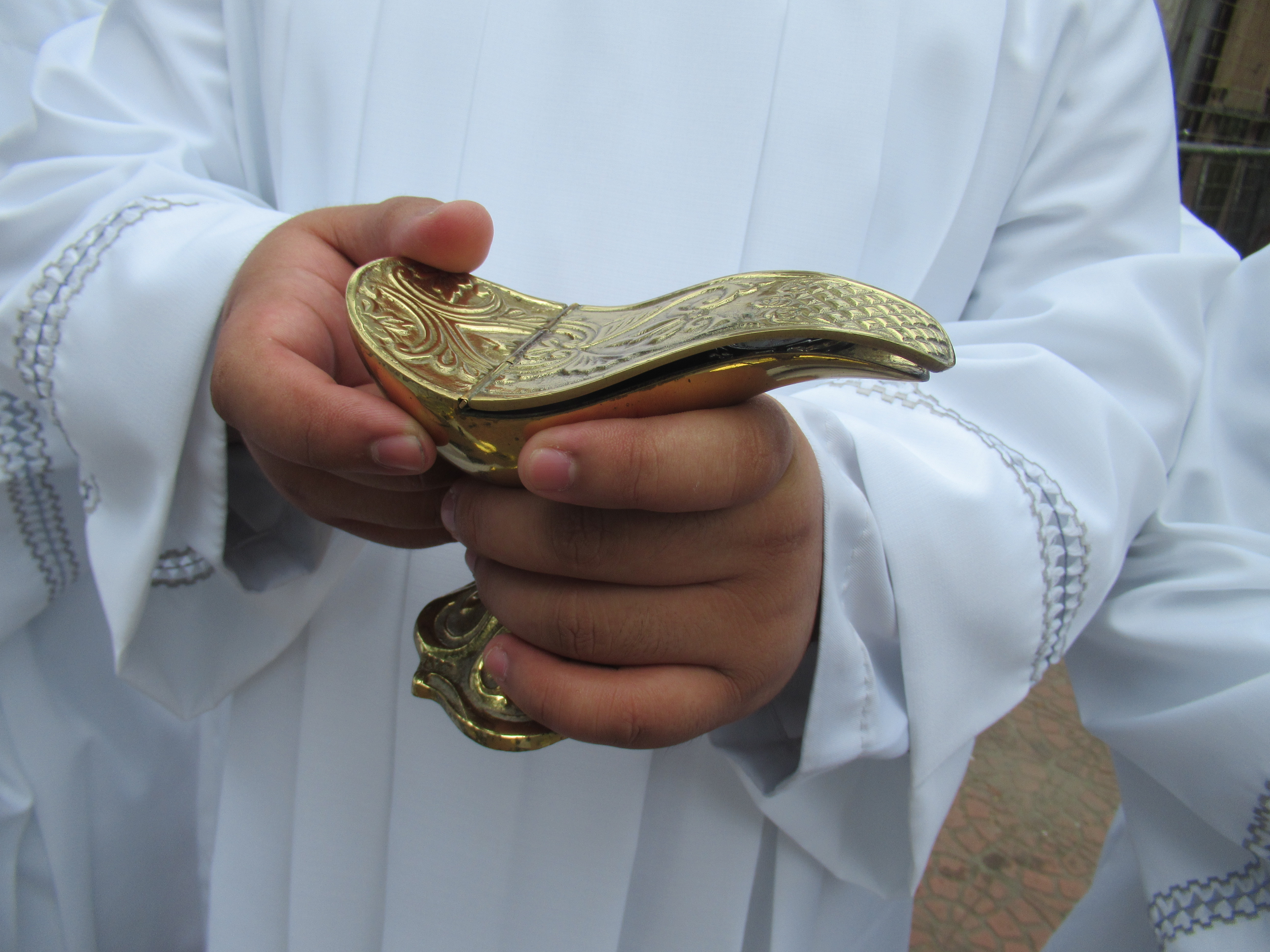
Uzavřená loďka

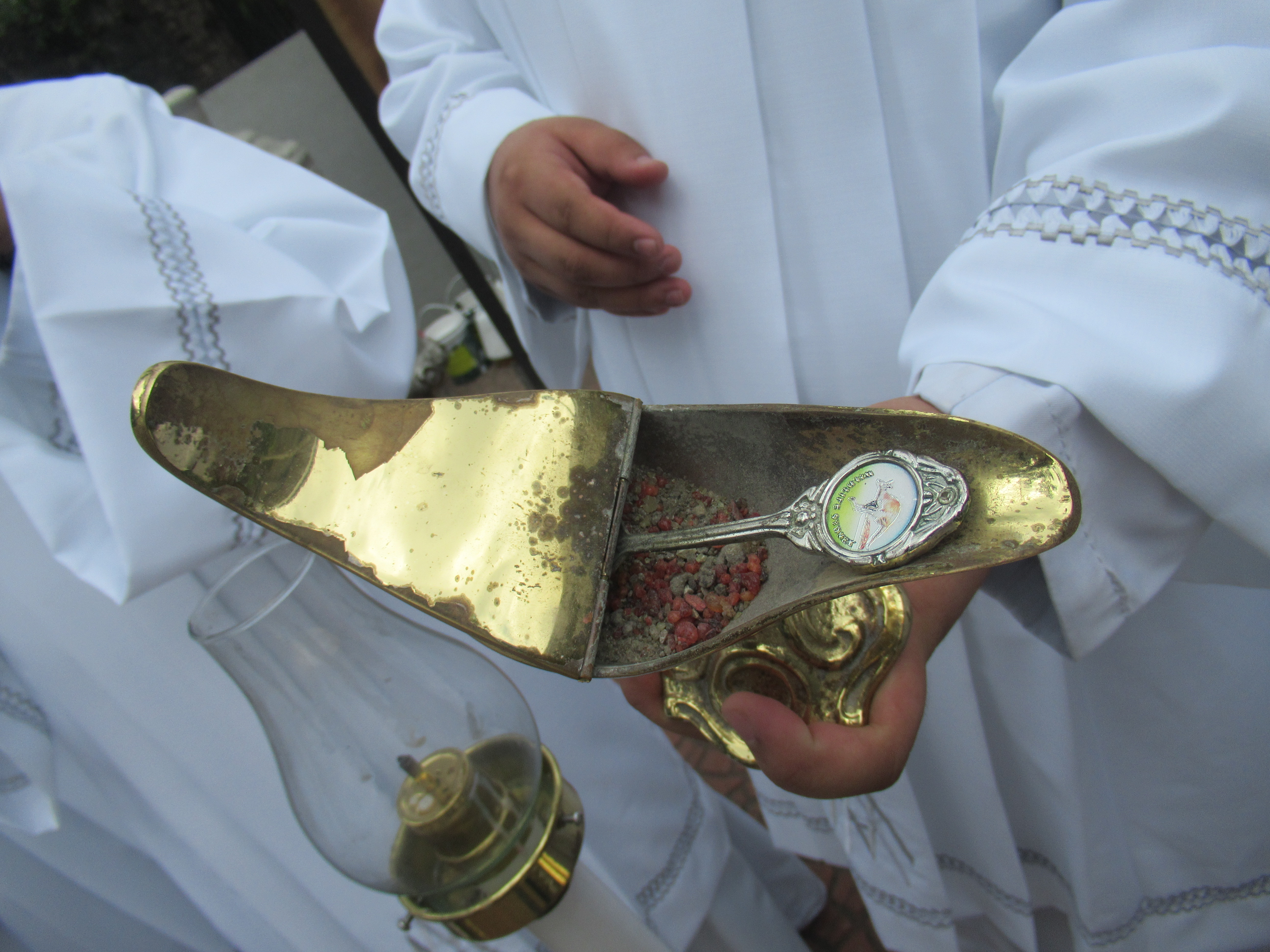
Otevřená loďka

Loďka (latinsky navicula) je v liturgii nádobka určená k přechovávání kadidla, které kněz dosypává do kadidelnice. Tradičně mívaly loďky podobu lodního trupu, nyní je jejich tvar často kruhový. Při bohoslužbách nosí loďku se lžičkou ministrant označovaný jako navikulář.